# Syndicat national des auteurs et des compositeurs
Le syndicat national des auteurs et des compositeurs (SNAC) est un syndicat professionnel français, créé en 1946, régi par la loi du 21 mars 1884 (complétée par les lois du 12 mars 1920 et du 25 février 1927), dont l’objet est de réunir tous ceux qui font métier d'écrire ou de composer.

## Genèse
Depuis sa création en 1946, le SNAC est affilié à la Fédération nationale des syndicats du spectacle de l'audiovisuel et de l'action culturelle (FNSAC), laquelle est rattachée à la Confédération générale du travail.
En 1919, se constitue la Chambre Syndicale Française des Compositeurs de Musique, laquelle donne plus tard naissance à un syndicat spécifique des compositeurs de musique de films.
En 1925, René Fauchois et Georges de Wissant fondent le Syndicat des Auteurs Dramatiques qui disparait au bout de quelques années pour renaître en 1936, redisparaître pendant l'occupation et se reformer après la libération en un Syndicat des Auteurs et des Compositeurs Dramatiques.
En 1945, Henri Jeanson crée le Syndicat des Scénaristes, et la même année se constitue le Syndicat National des Auteurs et des Compositeurs Lyriques regroupant plus généralement le secteur des variétés.
En 1946, les responsables des cinq organisations d'auteurs décident de les fusionner pour constituer le Syndicat National des Auteurs et des Compositeurs (SNAC), susceptible de réunir tous les auteurs professionnels.

## Missions
Le SNAC est, aujourd'hui encore, le seul syndicat national français ayant pour dessein de réunir tous ceux qui font métier d'écrire ou de composer, communément désignés sous le terme d’auteurs ou de créateurs. 
Il a pour missions d'organiser, en marge des sociétés d'auteurs, la défense générale de la profession, d'unir, à travers les personnes, ce qui se trouve dispersé dans les différents répertoires, de dégager de la notion financière du droit d'auteur celle moins reconnue de travail, et de renforcer la solidarité des créateurs intellectuels avec les autres travailleurs du spectacle.
Le SNAC est au service de tous les auteurs pour :
- Unir les créateurs autour de la défense de leur droit d’expression, de leurs conditions de travail, de leurs moyens de production ;
- Défendre les créateurs en les informant et en les conseillant sur le droit d’auteur et les contrats ;
- Initier, appuyer ou amplifier les actions menées dans l’intérêt des auteurs par les sociétés d’auteurs, les syndicats et associations représentatives des créateurs.

Ne recevant pas de mandat financier pour gérer les droits des auteurs, reposant sur le bénévolat de quelques-uns de ses adhérents, le SNAC se donne pour objet d'assurer, dans tous les domaines, en toutes circonstances et par tous moyens utiles, l'étude et la défense des droits moraux et matériels des Auteurs et des Compositeurs, tant collectifs qu'individuels et ce, conformément notamment à l'article L 411 11 du Livre IV du Code du Travail et à l'article L 331-1 du Code de la Propriété Intellectuelle. 
Le SNAC peut entrer en justice à titre principal ou par une intervention volontaire aux côtés d’un auteur, soutenant ou suivant non loin d'une douzaine de procédures contentieuses simultanément. Il peut donner des consultations juridiques et rédiger des actes sous seing privé au profit de ses adhérents.

## Domaines d’action, professions concernées
Le SNAC défend les intérêts plus de 1000 adhérents dans les domaines suivants :
- Théâtre et Danse : auteurs dramatiques, metteurs en scène, chorégraphes, scénographes.
- Musique : compositeurs de musiques symphonique ou dramatique et compositeurs de musique de film.
- Variétés : auteurs et/ou compositeurs de variétés.
- Audiovisuel : (cinéma, télévision, radio) : scénaristes, dialoguistes, adaptateurs, réalisateurs (fiction ou documentaire), auteurs radiophoniques, audiodescripteurs.
- Lettres : écrivains, traducteurs, auteurs et illustrateurs jeunesse.
- Bande dessinée : scénaristes, dessinateurs, coloristes.
- Doublage et sous-titrage : auteurs de doublages et/ou sous-titrages (dialogues et commentaires d'œuvres audiovisuelles dans une langue différente de celle du tournage).

Les adhérents du SNAC se répartissent dans les proportions suivantes dans les différents secteurs de la création : 
- 33,35 % musique
- 33,55 % livres
- 23,10 % audiovisuel, adaptation incluse
- 10 % théâtre et danse.

## Protection d’une œuvre: le dépôt
Avant qu'une œuvre ne soit éditée, fixée sur un support, exploitée et qu'elle n'entre dans le répertoire d'une société d'auteurs en France (SACEM, SACD, SCAM), une période plus ou moins longue peut s'écouler durant laquelle ses créateurs sont généralement amenés à remettre des exemplaires de celle-ci auprès d'éventuels éditeurs, producteurs ou diffuseurs; période durant laquelle le ou les auteurs sont souvent contraints de devoir faire la preuve qu'ils sont bien les créateurs de l'œuvre à une date déterminée. À cette fin, le SNAC organise une protection juridique des œuvres en mettant à la disposition des créateurs un service de dépôts.
Un dépôt consiste en la remise de documents, munie des éléments permettant l'identification de l'œuvre et de ses créateurs, en vue de constituer une preuve utile en cas de contestation sur la propriété de l'œuvre ou sur la nature juridique de l'apport intellectuel du ou des créateurs à celle-ci.
Il est à noter que:
- Le SNAC ne perçoit pas de droits d'auteur pour le compte des déposants. Lorsqu'une œuvre déposée finit par bénéficier d'une exploitation commerciale, son auteur doit, pour en espérer un revenu: soit déclarer cette œuvre au répertoire d’une société d'auteurs, seule susceptible de percevoir et de répartir les droits à lui revenir pour l'exploitation de son œuvre (SACEM, SACD ou SCAM), soit négocier un contrat d'auteur pour se voir verser directement ses droits d'auteur.
- Il n'est pas nécessaire d'adhérer au SNAC pour y déposer une œuvre.
- Le dépôt ne vaut pas acte d'adhésion au SNAC.
- L’adhésion donne accès à certains services; c’est un acte soumis à cotisation annuelle, et indépendant de tout acte de dépôt.
- Il n'est pas nécessaire qu'une œuvre fasse l'objet d'une exploitation imminente pour pouvoir être déposée : la durée de la protection consécutive à un dépôt est de 5 ans. Le dépôt est renouvelable sur demande expresse du déposant.

## Services
Pour ses adhérents, à l’exception du service «dépôt d’œuvres», les services du SNAC sont gratuits toute l'année :
- Information et documentation: personnalisée, par téléphone ou sur rendez-vous; renseignements sur les usages professionnels, les pratiques contractuelles ou les tarifs (notamment les primes de commande dans les différents secteurs).
- Assistance et consultations juridiques, sur place ou par téléphone (sur rendez-vous): consultations sur les contrats d’auteurs; information sur le droit de la sécurité sociale des auteurs et sur la fiscalité s’appliquant en France aux créateurs; rédaction, à l’intention d’éditeurs ou de producteurs, de lettres ou de documents divers pour le compte des auteurs.

Pour les non-adhérents:
- Par téléphone ou par courriel : réponses aux questions professionnelles ponctuelles de tous ordres.
- Sur rendez-vous (sur place ou par téléphone) : consultations juridiques, sous réserve du règlement d’un forfait de participation aux frais.

## Actions
Le SNAC agit, seul ou de concert avec d'autres regroupements, pour, entre autres :
- Examiner les conditions de l’élaboration d’un instrument juridique international contraignant, permettant de défendre et de promouvoir la diversité culturelle dans le monde,
- Discuter les termes des  projets de lois et de directives européennes qui ont des conséquences pour les auteurs,
- Soutenir les demandes, y compris contentieuses, des auteurs pour le respect de leur droit moral,
- Discuter et négocier, avec les cessionnaires des droits des auteurs, les conditions contractuelles et les usages professionnels admissibles,
- Expliquer aux médias et aux politiques, grâce aux rendez-vous organisés et aux  informations envoyées, les conditions réelles et pratiques d’exercice de leur métier de créateurs.

Ces actions sont menées au sein de nombreux organismes: 
- Conseil et Commissions professionnelles (AGESSA)
- La culture avec la Copie privée
- Tous Pour La Musique (TPLM)
- Bureau de Liaison des Organisations du Cinéma (BLOC)
- Centre national de la chanson, des variétés et du jazz (CNV)
- Coalition française pour la diversité culturelle
- Commission de désaffectation des salles de spectacles
- Commission exception handicap
- Commissions de Licences d'entrepreneurs de spectacles (DRAC)
- Commission surveillance et contrôle publications pour la jeunesse
- Confédération Internationale des Sociétés d'auteurs (CISAC)
- Conseil permanent des écrivains (CPE)
- Conseil Supérieur de la Propriété Littéraire et Artistique (CSPLA)
- European Composers and Songwriters Alliance (ECSA)
- Festival International du Film de Cannes
- Fonds de Soutien du Théâtre Privé
- Fonds pour la Création Musicale (FCM)
- Observatoire de la radio
- Société des éditeurs et auteurs de musique (SEAM)
- Les Victoires de la musique

## Organisation et direction
Siégeant au 19 Rue du Jour, 75001 Paris, le SNAC est dirigé par des créateurs professionnels regroupés en autant de collèges que de domaines de la création. Ces collèges ont à leur tête un Bureau et un Conseil Syndical dont les membres sont issus. Tous bénévoles, les créateurs bénéficient du concours d'une Délégation Générale permanente à la tête d'une équipe restreinte qui, de nos jours, se présente comme suit :
- Maïa Bensimon : Déléguée Générale
- Sylvie Saracino : Chargée du Secrétariat Général
- Xavier Bazot : Réalisation et rédaction du Bulletin des auteurs

## Illustres adhérents d'hier et d'aujourd'hui[3]
- Parmi les auteurs dramatiques : Marcel Achard, Jean Cocteau, Paul Claudel, Marcel Marceau, Alex Metayer, Pierre Palmade, André Roussin, Armand Salacrou, José Valverde Paul Vialar.

- Parmi les auteurs et compositeurs de variétés : Louis Amade, Marcel Azzola, Jean-Pierre Bourtayre, Georges Brassens, Henri Contet, Bruno Coquatrix, Georges Coulonges, Jean-Jacques Debout, Pierre Delanoë, Jacques Demarny, Alice Dona, Jean Dréjac, Jean Ferrat, Léo Ferré, Alain Goraguer, Francis Lemarque, Claude Lemesle, Paul Misraki, Jacques Revaux, Michel Rivgauche, Étienne Roda-Gil, Vincent Scotto, Georges Ulmer, Albert Willemetz.

- Parmi les compositeurs de musique : Georges Auric, Claude Bolling, Gérard Calvi, Vladimir Cosma, Georges Delerue, Antoine Duhamel, Henri Dutilleux, Jean Françaix, Philippe Hersant, Arthur Honegger, Joseph Kosma, Marcel Landowski, Michel Legrand, Darius Milhaud, Maurice Ohana, Jean-Claude Petit, Jean Prodomidès, Georges Van Parys.